# Theater des Grauens
Theater des Grauens (Originaltitel: Theatre of Blood) ist eine britische Horrorfilm-Satire von United Artists Pictures aus dem Jahr 1973. Die Hauptrolle spielte Vincent Price, Regie führte Douglas Hickox.

## Handlung
Ein brutaler Mord ruft die Londoner Polizei auf den Plan: George Maxwell, ein prominenter Theater-Kritiker, wurde in einem aufgegebenen Lagerhaus regelrecht zerstückelt aufgefunden. Der einzige Anhaltspunkt ist ein Plakat für ein Shakespeare-Drama, das nahe der Leiche an einem Bauzaun hängt. Kurz darauf, während Maxwells Beerdigung, taucht der nächste Tote auf. Hector Snipe, ebenfalls Kritiker und Mitglied des renommierten Kritikerkreises, wurde mit einer Lanze aufgespießt und danach von einem Pferd zu Tode geschleift.
Inspektor Boot von Scotland Yard versucht nun gemeinsam mit Peregrine Devlin, dem Vorsitzenden des Kritikerkreises, herauszufinden, wer einen solch grenzenlosen Hass auf die Kritikervereinigung haben könnte. Der einzige infrage Kommende ist der Shakespeare-Darsteller Edward Lionheart. Der Kritikerkreis enthielt ihm einst den heißbegehrten Preis für den besten Schauspieler vor, woraufhin er sich – Hamlet zitierend – vor ihrer aller Augen von einem hoch gelegenen Balkon in Devlins Wohnung in die Themse stürzte.
Es stellt sich aber heraus, dass Lionheart mitnichten tot ist, sondern mit einem penibel ausgearbeiteten Plan grausame Rache übt und gemeinsam mit seiner Tochter Edwina und einer Bande von Obdachlosen die Kritiker, die seine Kunst verkannten, nach Dramen William Shakespeares bestialisch ermordet. Maxwell wurde niedergestochen wie die Titelfigur in Julius Cäsar, und Snipe starb genauso wie Hektor in Troilus und Cressida. Lionheart ist der Polizei immer einen Schritt voraus, und so fällt ihm ein Kritiker nach dem anderen zum Opfer.
Horace Sprout wird von ihm im Bett enthauptet, wie in Cymbeline beschrieben, dem Weiberhelden Trevor Dickman schneidet Lionheart das Herz aus dem Leibe, wie es Shylock mit Antonio in Der Kaufmann von Venedig vorhatte. Der trinkfreudige Oliver Larding wird unter dem Vorwand einer Weinprobe in einen Weinkeller gelockt und dort wie der Herzog von Clarence in Richard III. in einem gewaltigen Weinfass ersäuft. Solomon Psaltery wird durch einen Anruf von der als Hippie verkleideten Edwina Lionheart zu einem Eifersuchtsmord an seiner Gattin provoziert (Othello), Miss Chloe Moon wird unter einer Trockenhaube nach dem Vorbild der im ersten Teil von Heinrich VI. verbrannten Johanna von Orléans zu Tode geröstet, und Meredith Merridew erstickt an einer Pastete, in der seine beiden geliebten Pudel eingebacken wurden, ganz nach dem Vorbild der grausamen Gotenkönigin Tamora in Titus Andronicus.
Devlin jedoch wird von Lionheart in einem Duell nach dem Muster von Romeo und Julia zunächst verschont, nach Merridews Tod aber entführt. Lionheart droht Devlin zu blenden, wie in König Lear beschrieben, sollte dieser ihm nicht in einer Wiederholung der Preisverleihung offiziell den Kritikerpreis überreichen. Als die Polizei eintrifft, steckt Lionheart das alte Burbage Theater, welches bisher ihm als Versteck gedient hat, in Brand. Die Bande von Obdachlosen, die ihn bisher unterstützt hat, gerät in Panik, und infolge einer Auseinandersetzung wird seine Tochter Edwina von einer der Obdachlosen erschlagen. Es gelingt Inspektor Boot in letzter Sekunde, Devlin zu befreien.
Edward Lionheart steigt auf das Dach des Theaters hinauf und rezitiert, seine tote Tochter in den Armen, einen weiteren Shakespeare-Text. Schließlich bricht das morsche Dach in sich zusammen, und Lionheart findet sein Ende in den brennenden Trümmern.

## Synchronisation
| Rolle             | Darsteller                | Synchronsprecher                   |
| ----------------- | ------------------------- | ---------------------------------- |
| Edward Lionheart  | Vincent Price             | Wolf Ackva                         |
| Edwina Lionheart  | Diana Rigg                | Heidi Treutler oder Sabine Eggerth |
| Peregrine Devlin  | Ian Hendry                | Manfred Schott                     |
| Trevor Dickman    | Harry Andrews             | Erik Jelde                         |
| Chloe Moon        | Coral Browne              | Marianne Wischmann                 |
| Meredith Merridew | Robert Morley             | Erich Fiedler                      |
| Oliver Larding    | Robert Coote              | Thomas Reiner                      |
| Solomon Psaltery  | Jack Hawkins Charles Gray | Arnold Marquis                     |
| George Maxwell    | Michael Hordern           | Klaus W. Krause                    |
| Horace Sprout     | Arthur Lowe               | Leo Bardischewski                  |
| Hector Snipe      | Dennis Price              | Paul Bürks                         |
| Inspektor Boot    | Milo O’Shea               | Niels Clausnitzer                  |
| Sergeant Dogge    | Eric Sykes                | Horst Sachtleben                   |
| Rosemary          | Madeline Smith            | Dagmar Heller                      |
| Maisie Psaltery   | Diana Dors                | Astrid Boner                       |
| Mrs. Sprout       | Joan Hickson              | Alice Franz                        |

## Kritiken
- Lexikon des internationalen Films: „Ein verkannter Shakespeare-Mime rächt sich auf mörderische Art an seinen Kritikern. Intelligent inszenierte Grusel-Komödie; schwarzer Humor und großartige schauspielerische Leistungen machen die amüsant-makabre Satire für Freunde der Gattung zu einem schaurigen Vergnügen.“[3]

- Cinema: „Douglas Hickox gelang ein schaurig-makabrer Spaß mit tollen Darstellern (z. B. Robert Morley, Diana Dors) und guter Ausstattung.“

- Das große Personenlexikon des Films: „Vor allem seine köstliche Horrorparodie „Theater des Grauens“ um einen von seinem Können überaus überzeugten Shakespeare-Interpreten (Vincent Price), der seine Kritiker auf Shakespeare’sche, bestialische Weise einen nach dem anderen mordet, bewies seine sichere Hand für vorzügliche Unterhaltung.“[4]

## DVD-Veröffentlichung
- Theater des Grauens / 7. Januar 2004 / MGM Home Entertainment

## Bühnenadaption
Die britische Gruppe Improbable Theatre verarbeitete den Stoff nach der DVD-Veröffentlichung zu einem Bühnenstück mit Jim Broadbent in der Rolle des Edward Lionheart. Als dessen Tochter war die Tochter der Filmbesetzung Diana Rigg, Rachael Stirling zu sehen.
Die Bühnenadaption unterscheidet sich mehrfach von der Filmvorlage. Beispielsweise repräsentieren die Kritiker hier die großen britischen Zeitungen wie The Guardian oder The Times. Auch wurde die Anzahl der Morde reduziert und die Polizeibeamten mehr oder weniger völlig aus der Handlung gestrichen. Auch der Name von Lionhearts Tochter wurde von „Edwina“ in „Miranda“ geändert, um den shakespeareschen Einfluss auszubauen.
Das Stück lief von Mai bis September 2005 im Londoner Royal National Theatre.

## Sonstiges
- Vincent Price bezeichnete Theater des Grauens als seinen persönlichen Favoriten unter allen Filmen, in denen er mitgewirkt hatte.

- Während der Dreharbeiten verliebte Price sich in seine Schauspielkollegin Coral Browne. Die beiden heirateten noch während der Produktion.[5]

- Diana Rigg bezeichnete Theater des Grauens als ihren besten Film.

- Der gesamte Film wurde an Schauplätzen in und um London gedreht. Keine einzige Szene wurde in einem Studio gefilmt.[6]

- Das verfallene Theater, das Lionheart als Versteck diente, ist eigentlich das 1906 erbaute Putney Hippodrome. Als es für den Film als Drehort ausgewählt wurde, war es bereits seit vierzehn Jahren geschlossen gewesen. 1975 wurde es schließlich abgerissen.[7][6]

- Für die Darstellung der acht grausamen Morde wurden mehr als 22,7 Liter Filmblut verbraucht („6 Gallonen“).[8]

- Edward Lionhearts Gedenkstätte ist eigentlich das Grabmal des englischen Bildhauers Robert William Sievier. Die Skulptur zeigt den Künstler sitzend, die rechte Hand auf dem Kopf einer vor ihm knienden jungen Frau und in der linken Hand eine aufgeschlagene Bibel. Für die Dreharbeiten wurden über die Gesichter des Künstlers und der Frau Gipsmasken mit den Zügen von Vincent Price und Diana Rigg drapiert, und die Bibel wurde zu einem Shakespeare-Band umgestaltet.

- Das Bildnis des elisabethanischen jungen Mannes mit schwarzem Mantel und weißen Strümpfen, das für die Eröffnungssequenz des Films benutzt wurde und nach dem auch der im Film verwendete Kritikerpreis modelliert wurde, ist das Gemälde Young Man Among Roses von Nicholas Hilliard (1547–1619) und ist Teil der Sammlung im Victoria & Albert Museum in London.

## Ehrungen
Golden Scroll 1975
- nominiert:
  - Bester Horrorfilm